# Juan David Herrera
Juan David Herrera Pinzón (Tunja, 1852 - Bogotá, 1938), más conocido como Juan David Herrera o Juan D. Herrera, fue un médico y profesor universitario colombiano quien en 1879 practicó la primera intervención quirúrgica por traumatismo craneoencefálico realizada en Colombia.

## Pionero de la cirugía en Colombia
Juan David Herrera quien fue junto con Ignacio V. Espinosa y Juan Manuel Rudas un fogoso espenceriano, quien en 1879 y 1880 practicó la primera y segunda intervención quirúrgica por trauma craneoencefálico realizada en Colombia, siendo su resultado fatal en ambas. Al mismo tiempo, en 1880, con «José Vicente Uribe intentaron las primeras transfusiones» en Colombia.
En 1885, los mismos «José V. Uribe y Juan David Herrera practican las primeras transfusiones» en Colombia.
En noviembre de 1895 el doctor Juan D. Herrera, practicó la séptima trepanación craneana, que pasó a convertirse en la quinta exitosa del país y primera para él.

## Fundación delExternado de Derecho
En 1885, «En plena juventud se apresuró el Dr. Pinzón con valor y altruismo a recoger la bandera liberal para que tremolara en una Universidad, la cima más alta, y se rodeó de destacadas personalidades como Santiago Pérez, Salvador Camacho Roldán y Froilán Largacha, quienes habían sido Presidentes de la Unión; Juan David Herrera, médico especializado en Italia; Felipe Silva e Isaías Castro Vélez, más tarde Magistrados de la Corte Suprema de Justicia; Aníbal Galindo, internacionalista, parlamentario e historiador; Juan Félix de León, Alejo de la Torre, Francisco Montaña, Felipe Zapata, Santiago Ospina y Juan Manuel Rudas, notables jurisconsultos, el último Rector que había sido del Colegio Mayor del Rosario; Ignacio V. Espinosa, cultor inicial de la Sociología. Estos y otros calificados profesores formaron la primera nómina de la Universidad».

## Las mentalidades de laUniversidad Republicana
En 1890, a partir del Colegio Académico, surgió la Universidad Republicana (hoy Universidad Libre (Colombia)) con una mentalidad libre, laica y externa a lo confesional. De las mentalidades e intelectuales vinculados a esta, además del doctor Juan David Herrera estuvieron:

Francisco A. Álvarez, Salvador Camacho, Alejo de la Torre, Juan Félix de León, Ignacio V. Epinoza, Aníbal Galindo, Modesto Garcés, Eladio Gutiérrez, José Herrera Olarte, Juan David Herrera,  Florentino León, Antonio Vargas Rueda, Juan Manuel Rudas, Diego Mendoza Pérez, Antonio José Iregui, Medardo Rivas, Januario Salgar, Teodoro Valenzuela, Carlos A.Torres, Luis A. Robles.
Jaime Mejia Gutiérrez

## Fundación de la Clínica Marly
En 1904, «fue su fundador el doctor Carlos Esguerra, profesor de Clínica Interna de la Universidad Nacional y Presidente (1914-1916) de la Academia, en asocio con médicos y miembros eminentes también de nuestro instituto, como lo fueron entre otros los doctores Rafael Ucrós Durán, Juan David Herrera, Jose Maria Lombana Barreneche, Roberto Franco, Zoilo Cuéllar Durán, Luis López de Mesa, Alfonso y Gonzalo Esguerra Gómez seguidos, en su etapa de consolidación en 1928 por el profesor Jorge E. Cavelier Jiménez».

## En la transformación de la Universidad Republicana
El 3 de abril de 1912, con Tomás O. Eastman, Diego Mendoza (miembro del Consejo Directivo), Francisco J Fernández (miembro del Consejo Directivo), Hipólito Machado, Liborio D Cantillo, Simón Chaux, Joaquín M Monroy, Luis Vargas R, Clímaco Calderón (Rector Gerente), José Manuel Vásquez, Martín Camacho (miembro del Consejo Directivo), Felipe Camacho (Tesorero), Felipe Zapata (miembro del Consejo Directivo) y Eugenio J. Gómez (miembro del Consejo Directivo) suscribió la Escritura Pública Número 332 otorgada en la Notaría Tercera del Círculo de Bogotá con la cual se constituyó (con un capital de $100.000,00 representados en 2.000 acciones nominales de $50,00 cada una) una compañía anónima de capital limitado (que sustituía la corporación) manteniendo la denominación de Universidad Republicana, hoy Universidad Libre (Colombia).
En 1913, cuando por fuerza de los hechos la Universidad Republicana adoptó el de Universidad Libre, integró el «Consejo Directivo con los doctores Ricardo Hinestrosa,... Alejo Morales y Fidel Cano»